# Estany Negre (Bolquera)
L'Estany Negre és un estany del Pirineu, del terme comunal de Bolquera, de la comarca de l'Alta Cerdanya, a la Catalunya del Nord.
Es troba a 1.934,6 metres d'altitud, a l'extrem nord-oest del terme comunal de Bolquera. És a llevant de l'Estany de la Pradella i al sud-est de l'Estany Llarg.
L'Estany Negre és un lloc freqüentment visitat pels excursionistes de la zona del Llac de la Bollosa.